# عمارت والی کهره
عمارت والی کهره مربوط به سده‌های متاخر دوران‌های تاریخی پس از اسلام است و در شهرستان چرداول، بخش هلیان، دهستان هلیان، روستای کهره واقع شده و این اثر در تاریخ ۲۶ اسفند ۱۳۸۷ با شمارهٔ ثبت ۲۶۰۱۳ به‌عنوان یکی از آثار ملی ایران به ثبت رسیده است.